# زیردریایی تهاجمی

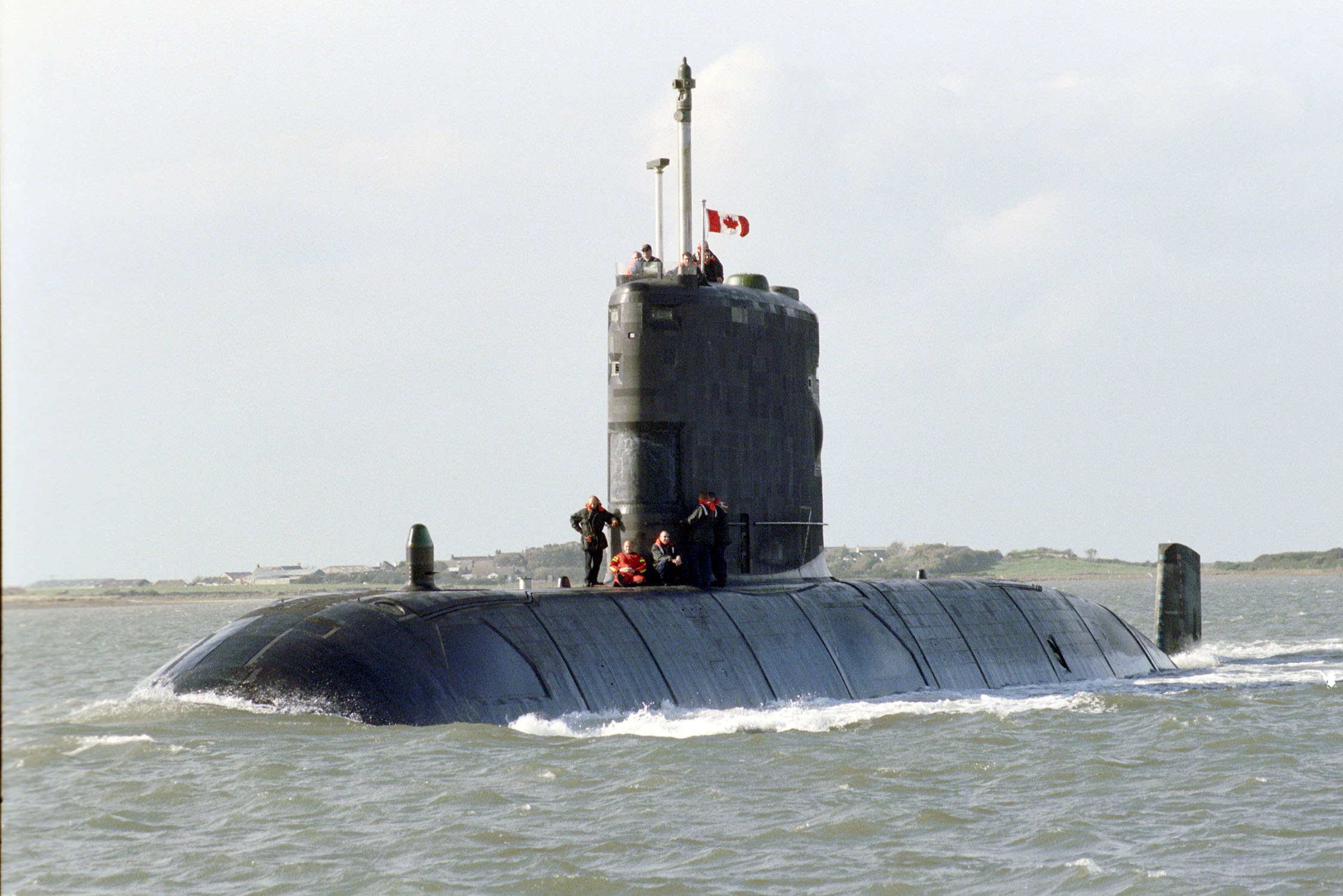
اچ‌ام‌سی‌اس ویندسور زیردریایی تهاجمی نیروی دریایی سلطنتی کانادا

زیردریایی تهاجمی (به انگلیسی: attack submarine) معروف به قاتل شکارچی، نوعی زیردریایی نظامی است که به منظور تهاجم و غرق کردن سایر زیردریایی‌ها، شناورهای جنگی و کشتی‌های تجاری طراحی و تولید گردیده‌اند. در اتحادیه جماهیر شوروی و فدراسیون روسیه این نوع شناورهای زیرسطحی «زیردریایی چند منظوره» نامیده می‌شود. آنها همچنین برای حمایت از شناورهای نظامی و زیردریایی‌های موشک انداز خودی نیز مورد استفاده قرار می‌گیرند. این زیردریایی‌ها همچنین مجهز به موشک‌های کروز بوده و از طریق سیلوهای پرتاب عمودی قادر به شلیک آنها می‌باشند. سوخت زیردریایی‌های تهاجمی از طریق یک از دو روش هسته ای یا دیزل تأمین می‌شود. در سیستم نامگذاری نیروی دریایی ایالات متحده و سامانه مترادف آن در ناتو، زیردریایی با سوخت هسته ای دارای کد SSN و زیردریایی با سوخت دیزل دارای کد SSK هستند.